# Ronèl
Ronèl (en francès Ronel) és un municipi francès situat al departament del Tarn i a la regió d'Occitània.

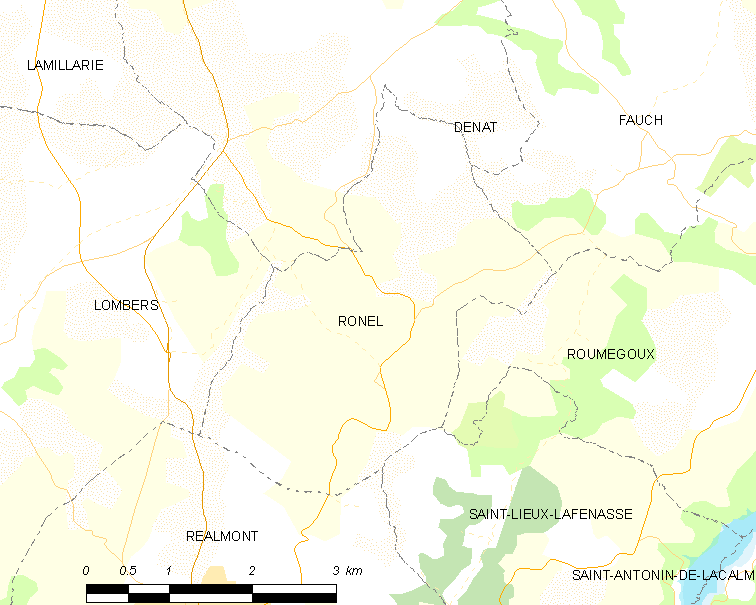
Situació de Ronel

## Demografia
| 1962                                       | 1968 | 1975 | 1982 | 1990 | 1999 | 2007 |
| ------------------------------------------ | ---- | ---- | ---- | ---- | ---- | ---- |
| 198                                        | 200  | 178  | 205  | 195  | 198  | 209  |
| Des de 1962: població sense dobles comptes |      |      |      |      |      |      |

## Administració
| Període | Identitat     | Partit |
| ------- | ------------- | ------ |
| 2001-   | Michel Durand |        |